# Факултет за економију, финансије и администрацију Универзитета Метрополитан
Факултет за економију, финансије и администрацију (скраћено ФЕФА) јe високошколска установа са статусом правног лица, која послује у саставу Универзитета Метрополитaн у Београду. Остварује студијске програме на основним, мастер и докторским академским студијама и обавља научно-истраживачки рад у пољу друштвено-хуманистичких наука, ужа област економија, ужа област менаџмент и бизнис и у пољу уметност.

## Историја
Основан је 2001. године на Новом Београду као самостални факултет. Касније је био део Универзитета Сингидунум у својству правног лица, док од 2017. године у истом својству послује у оквиру Универзитета Метрополитaн. Од 2007. године придружени је члан Пословног факултета Универзитета Харвард.
Ова високошколска установа је 2008. године добила сертификат о акредитацији, као први факултет за економију, финансије и менаџмент у Србији који је то учинио по правилима утврђеним новим Законом о високом образовању.

## Студије
Основне академске студије
- Економија и бизнис
- Психологија и бизнис
- Аудио-визуелна продукција

Мастер академске студије
- Економија и бизнис

Докторске академске студије
- Економија и бизнис